# Saguinus tripartitus
Saguinus tripartitus (syn. Leontocebus tripartitus) är en tamarin som förekommer i östra Ecuador och norra Peru. Den beskrevs av Milne-Edwards 1878 och ingår i släktet tamariner och familjen kloapor. Inga underarter finns listade.

## Utseende
Denna tamarin når en kroppslängd, från huvud till bål på 22–24 cm och en svanslängd på 32–34 cm. Kännetecknande är den orange pälsen vid främre delen av bålen som liknar en mantel. Resten av kroppen är grå med inslag av orange eller vit. Huvudet är svart med vissa nakna ställen vid munnen som är vita.
Liksom andra tamariner har arten en lång gripsvans och klor på de flesta tårna. Vikten borde vara likadan som hos närbesläktade arter och  exempelvis Saguinus fuscicollis väger 320 till 560 gram.

## Utbredning och habitat
Saguinus tripartitus förekommer i östra Ecuador och norra Peru. Habitatet utgörs av tropisk regnskog och annan fuktig skogsbiotop.

## Ekologi
Saguinus tripartitus är aktiv på dagen och klättrar i trädens lägre eller medelhöga delar. Den vilar ofta i trädens håligheter. Den bildar flockar med 4–15 medlemmar. För kommunikationen har de olika läten och vissa läten påminner om fåglarnas kvittrande. Arten äter frukt, nektar, naturgummi och vissa ryggradslösa djur som insekter.
Vanligen är det bara flockens dominanta föräldrapar som får ungar men ibland lyckas andra hanar para sig. Oftast föds två ungar per kull. Flockens hanar deltar i ungarnas uppfostran. Livslängden uppskattas till sex år.

## Hot och status
Populationen är känslig för habitatförstöring, och i och med bland annat oljefyndigheter i utbredningsområdet uppskattar IUCN att beståndet kommer att minska med 25 procent under de följande 18 åren, främst på grund av avskogning. På grund av detta kategoriserar IUCN Saguinus tripartitus som nära hotad.